# Comuna de Pawonków
Pawonków (polaco: Gmina Pawonków) é uma gminy (comuna) na Polónia, na voivodia de Santa Cruz e no condado de Lubliniecki. A sede do condado é a cidade de Pawonków.
De acordo com os censos de 2004, a comuna tem 6483 habitantes, com uma densidade 54,6 hab/km².

## Área
Estende-se por uma área de 118,74 km², incluindo:
- área agricola: 47%
- área florestal: 45%

## Demografia
Dados de 30 de Junho 2004:
|                      | Total   | Total | Mulheres | Mulheres | Homens  | Homens |
| -------------------- | ------- | ----- | -------- | -------- | ------- | ------ |
|                      | pessoas | %     | pessoas  | %        | pessoas | %      |
| População            | 6483    | 100   | 3271     | 50,5     | 3212    | 49,5   |
| Densidade (pop./km²) | 54,6    | 100   | 27,5     | 27,5     | 27,1    | 27,1   |

De acordo com dados de 2002, o rendimento médio per capita ascendia a 1275,46 zł.

## Subdivisões
- Draliny, Gwoździany, Koszwice, Kośmidry, Lisowice, Lipie Śląskie, Łagiewniki Małe, Łagiewniki Wielkie, Pawonków, Skrzydłowice, Solarnia.

## Comunas vizinhas
- Ciasna, Dobrodzień, Kochanowice, Krupski Młyn, Lubliniec, Zawadzkie